# Милтаун (Дублин)

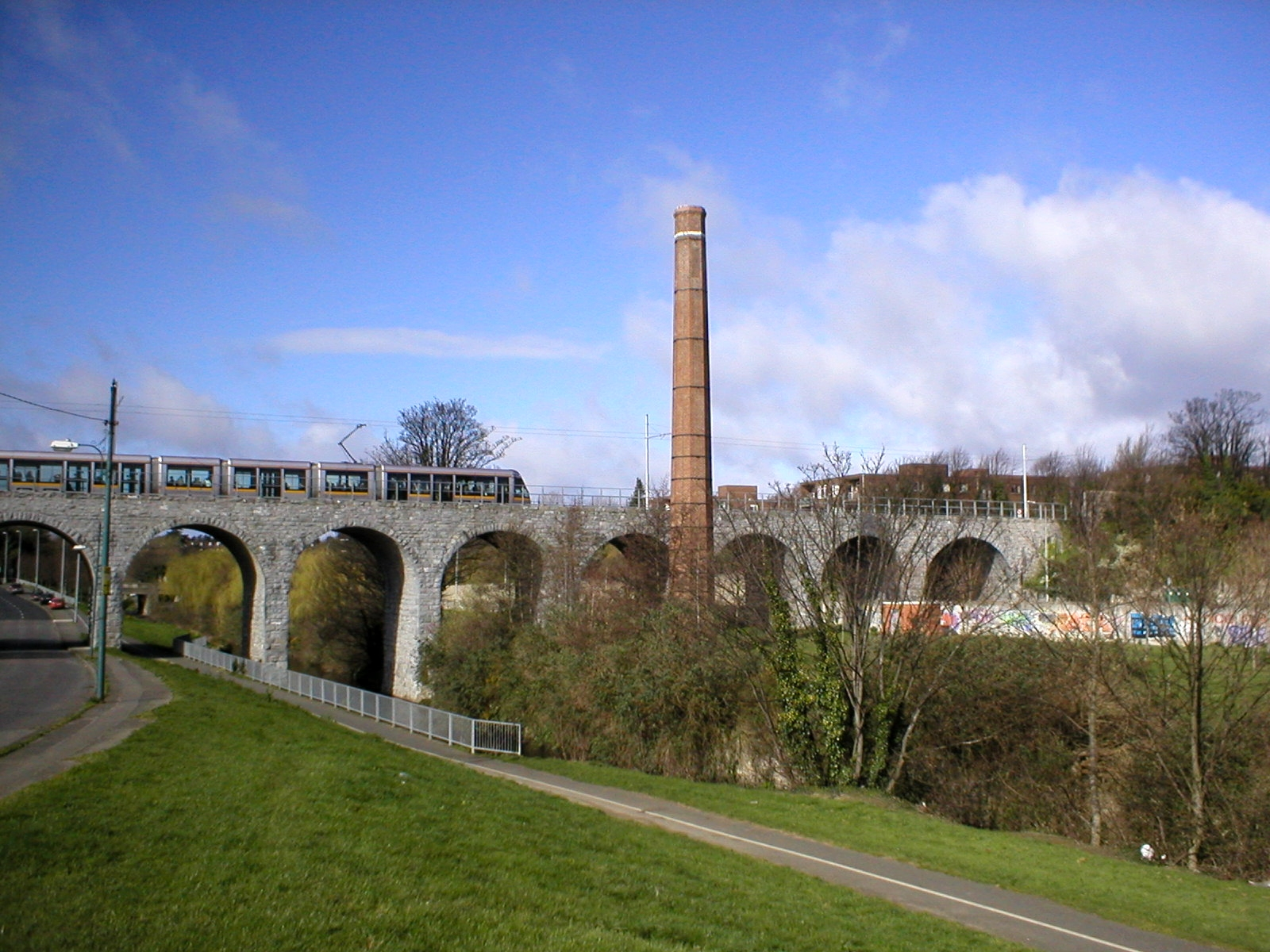

Милтаун (англ. Milltown; ирл. Baile an Mhuilinn) — городской район Дублина в Ирландии, находится в административном графстве Дублин (провинция Ленстер).
Местная железнодорожная станция была открыта 1 мая 1860 года и закрыта 1 января 1959 года.